# جائزة هارفي
جائزة هارفي (بالعبرية: פרס הארווי) جائزة إسرائيلية دولية تقدمها جامعة تخنيون في حيفا، تمنح في العلوم والتقنية والصحة والسلام.